# Berndlalm
Die Berndlalm  ist eine Alm und ein bewirtschafteter Berggasthof im Obersulzbachtal im Gemeindegebiet Neukirchen am Großvenediger, in der Venedigergruppe und im Nationalpark Hohe Tauern.

## Lage und Landschaft
Die Berndlalm liegt im mittleren Obersulzbachtal, auf 1514 m ü. A. Hier öffnet sich das bisherige Engtal zu einer sanften Weitung. Direkt unterhalb liegt der Gamseckfall, mit 80 Meter Fallhöhe. Nach der Berndlalm folgt im Talgrund die Poschalm/Schiedhofalm, dann verengt sich das Tal wieder.
Der heutige Gasthof steht am Rande der Alm, der Niederleger (hierorts Grundalm genannt) liegt 350 Meter weiter taleinwärts (⊙), die weitläufige Berndl-Hochalm liegt rechts (östlich) oberhalb auf ca. 1640 m ü. A. (⊙), am Großer Wartkopf (2640 m ü. A.). Westlich liegt der Hütteltalkopf (2962 m ü. A.).
Nachbarortslagen
|            | Kampriesenalm                               | Finkalm |
| Seebachalm | Kompassrose, die auf Nachbargemeinden zeigt |         |
|            | Poschalm                                    |         |

### Geologie
Die Alm liegt auf einem Band altpaläozoischer Schiefer, das sich nordoststreifend über das Untersulzbachtal zum Eingang des Habachtals zieht, und hier im Obersulzbachtal eine der charakteristischen Höhenstufen ausbildet:
Gamseckfall wie auch der Seebachfall (Abzweigung zum Seebachsee kurz vor der Alm) stürzen über die Schieferflanke, dieselbe Formation findet sich auch talauswärts am Hopffeldboden (⊙) (erste Stufe des Tals).

Die Schiefer (Glimmerschiefer bis Phyllite, talauswärts auch Amphibolite bis Chloritschiefer) gehören zur Habachgruppe, einer Formation des Schieferhülle-Nordrahmens.
Dieser ist prinzipiell für sein Vorkommen von Bodenschätzen bekannt (etwa Gold bei der Finkalm/Abichlalm im Untersulzbachtal und am Gamskogel (Venedigergruppe) im Habachtal, die nördliche Ader Kupfer – das heutige Schaubergwerk Hochfeld bei der Untersulzbacher Knappenwand), zu Bergbauresten hier im Obersulzbachtal ist wenig bekannt.

Sonst gehören die umliegenden Berge gänzlich zum Zentralgneis.
Das Obersulzbachtal ist bis zur Berndlalm von großen Bergstürzen geprägt, rechtsseitig talauswärts von der Berndl-Hochalm bis an die Kampriesenalm liegen mächtige postglaziale Schuttsedimente.

## Geschichte, Bewirtschaftung und Alpinismus

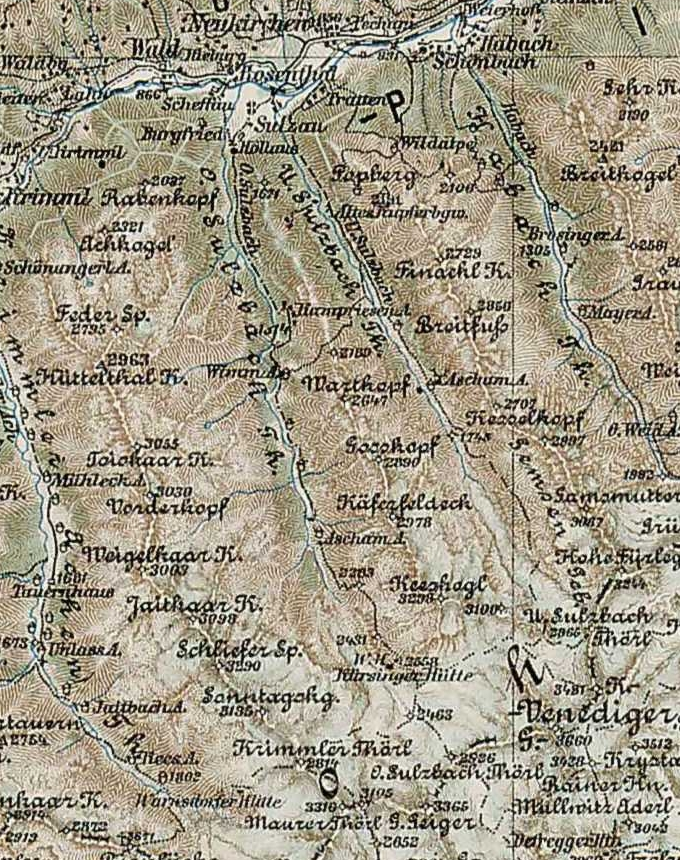
„O(beres)“ und „U(nteres) Sulzbach Th(al)“. Franzisco-Josephinische Landesaufnahme, Blatt 30–47 Bruneck, um 1900
„Wimm A.“ beschriftet

Die Alm hieß im 19. Jahrhundert noch Wimmalm, Wimmer Alm oder Wimmer Alpe.  Heute ist sie in Besitz der Familie Hofer aus Neukirchen, deren Heimathaus ist das Haus Berndlalm.
Die ursprüngliche Almhütte baute man zu einem Gasthaus für Bewirtung und Übernachtungen von Gästen um, das heute viel besucht wird. Außerdem gibt es hier nun einen Streichelzoo. 
Bis etwa 1975 führte nur ein Fußweg vom Hopffeldboden (⊙) zur Alm. Erst mit dem Bau eines Ziehweges wurde die Bewirtschaftung einfacher. Die Zufahrt zur Alm ist heute für den Individualverkehr gesperrt. Bei Bedarf fährt für Gäste ein Hüttentaxi vom Hopffeldboden zur Alm.
1981 wurde bei der Alm eine Bergsteigerkapelle errichtet.
Seit 1983 gehört die Alm zum Nationalparkgebiet (Pufferzone).
Der Zustieg zum Gasthof Berndlalm erfolgt von Neukirchen oder Wald im Pinzgau durch das Obersulzbachtal (in etwa 3 Stunden) oder vom Parkplatz Hopffeldboden (in rund 1,5 Stunden). Der Weg das Sulzbachtal entlang gehört zum salzburgweiten Arnoweg.
Die Berndlalm ist Ausgangspunkt für eine Anzahl an hochalpinen Touren, so unter anderem zur Kürsingerhütte sowie auf den Großen Geiger, den Großvenediger und den Kleinvenediger.

Direkt von der Hütte führt der Bettlersteig in ca. zwei Stunden über die Berndl-Hochalm zur Bettlerscharte und hinunter zur Finkalm und Stockeralm ins Untersulzbachtal.